# Kosarzew Górny
Kosarzew Górny [pronunciación en polaco: /kɔˈsaʐɛf ˈɡUrnaɨ/] es un pueblo ubicado en el distrito administrativo de Gmina Krzczonów, dentro del Condado de Lublin, Voivodato de Lublin, en Polonia oriental. Se encuentra aproximadamente a 6 kilómetros al suroeste de Krzczonów y a 30 kilómetros al sur de la capital regional Lublin.